# Cryptocloeus obidosana
Cryptocloeus obidosana är en insektsart som beskrevs av Marius Descamps 1980. Cryptocloeus obidosana ingår i släktet Cryptocloeus och familjen gräshoppor. Inga underarter finns listade i Catalogue of Life.